# Jenő Dalnoki
Jenő Dalnoki (Budapest, 12 dicembre 1932 – Budapest, 4 febbraio 2006) è stato un calciatore e allenatore di calcio ungherese, di ruolo di difensore.

## Carriera

### Giocatore
Ha giocato per tutta la sua carriera, dal 1950 al 1966, con la maglia del Ferencváros, con cui ha vinto anche due campionati ungheresi, nel 1961 e nel 1963. Fa il suo esordio con la nazionale ungherese nel 1952, in una partita di qualificazione alle Olimpiadi di Helsinki 1952, nelle quali vince una medaglia d'oro. Partecipa inoltre ad una seconda edizione delle Olimpiadi, quella di Roma 1960, nelle quali gioca tutte e 5 le partite disputate dalla sua nazionale, vincendo anche una medaglia di bronzo.

### Allenatore
Ha allenato per diversi anni il Ferencváros, con cui ha vinto un campionato nel 1976 ed è stato finalista perdente di Coppa delle Coppe nel 1975.

## Palmarès

### Giocatore

#### Club

##### Competizioni nazionali
- Campionato ungherese: 2

Ferencvárosi Torna Club: 1962-1963, 1963-1964
- Coppa d'Ungheria: 1

Ferencvárosi Torna Club: 1957-1958

##### Competizioni internazionali
- Coppa delle Fiere: 1

Ferencvárosi Torna Club: 1964-1965

#### Nazionale
- Oro olimpico: 1

Ungheria: 1952
- Bronzo olimpico: 1

Ungheria: 1960

### Allenatore
- Campionato ungherese: 1

Ferencvárosi Torna Club: 1975-1976
- Coppa d'Ungheria: 3

Ferencvárosi Torna Club: 1973-1974, 1975-1976, 1977-1978